# Liga dos Campeões da CONCACAF de 2019
A Liga dos Campeões da CONCACAF de 2019 foi a 11ª edição da Liga dos Campeões da CONCACAF em seu formato atual e a 54ª edição incluindo os torneios anteriores. O campeão se classificou para a Copa do Mundo de Clubes da FIFA de 2019.

## Qualificação
Um total de 16 equipes participam desta edição do torneio:
- União Norte-Americana de Futebol: 9 equipes (de três associações)
- União Centro-Americana de Futebol: 5 times (de cinco associações)
- União Caribenha de Futebol: 1 equipe (de uma associação)
- Campeão da Liga da CONCACAF de 2018 (de um associação, Caribenha ou Centro-Americana)

## Equipes classificadas
| México 4 vagas              | Tigres UANL          | Campeão – Torneio Apertura de 2017                                                                                    | 5ª | 2018    |
| México 4 vagas              | Santos Laguna        | Campeão – Torneio Clausura de 2018                                                                                    | 6ª | 2015–16 |
| México 4 vagas              | Monterrey            | Vice-campeão – Torneio Apertura de 2017                                                                               | 5ª | 2016–17 |
| México 4 vagas              | Toluca               | Vice-campeão – Torneio Clausura de 2018                                                                               | 4ª | 2013–14 |
| Estados Unidos 4 vagas      | Atlanta United FC    | Campeão – MLS Cup de 2018                                                                                             | 1ª |         |
| Estados Unidos 4 vagas      | Sporting Kansas City | Campeão – Lamar Hunt U.S. Open Cup de 2017                                                                            | 4ª | 2016–17 |
| Estados Unidos 4 vagas      | Houston Dynamo       | Campeão – Lamar Hunt U.S. Open Cup de 2018                                                                            | 5ª | 2013–14 |
| Estados Unidos 4 vagas      | New York Red Bulls   | Equipe americana não-campeã com a melhor campanha agregada na temporada regular da Major League Soccer de 2017 e 2018 | 5ª | 2018    |
| Canadá 1 vaga               | Toronto FC           | Campeão – Campeonato Canadense de Futebol de 2018                                                                     | 6ª | 2018    |
| América Central (6 times)   |                      | |    |         |
| Costa Rica 1 + 1 vagas      | Saprissa             | Campeão com melhor campanha agregada na temporada 2017–18 (Torneio Clausura de 2018)                                  | 8ª | 2018    |
| Costa Rica 1 + 1 vagas      | Herediano            | Campeão – Liga da CONCACAF de 2018                                                                                    | 9ª | 2018    |
| El Salvador 1 vaga          | Alianza              | Campeão – Torneio Apertura de 2017 Campeão – Torneio Clausura de 2018                                                 | 3ª | 2016–17 |
| Guatemala 1 vaga            | Guastatoya           | Vencedor – Playoff para a Liga dos Campeões da CONCACAF                                                               | 1ª |         |
| Honduras 1 vaga             | Marathón             | Campeão com melhor campanha agregada na temporada 2017–18 (Torneio Clausura de 2018)                                  | 5ª | 2012–13 |
| Panamá 1 vaga               | Independiente        | Campeão com melhor campanha agregada na temporada 2017–18 (Torneio Clausura de 2018)                                  | 5ª | 2015–16 |
| Caribe (1 time)             |                      | |    |         |
| República Dominicana 1 time | Atlético Pantoja     | Campeão – Copa Caribenha de Clubes da CONCACAF de 2018                                                                | 1ª |         |

## Sorteio
O sorteio para o torneio foi realizado em 3 de dezembro de 2018 em Miami nos Estados Unidos.
| Pote 1 | Pote 2 |
| --- | --- |
| - Monterrey - Tigres UANL - Santos Laguna - Toronto FC - Houston Dynamo - Toluca - New York Red Bulls[a] - Atlanta United FC[a] | - Independiente - Sporting Kansas City - Saprissa - Marathón - Guastatoya - Alianza - Atlético Pantoja - Herediano |

a. ^ Não definido no momento do sorteio.

## Formato
Todos os 16 times jogam em partidas de ida e volta no sistema eliminatório.
- Nas oitavas de final, quartas de final e semifinais a regra do gol fora de casa foi aplicada caso o placar agregado esteja empatado ao final da partida de volta. Caso o empate persista a disputa por pênaltis foi usada para determinar o vencedor.[8]
- Nas finais, a regra do gol fora de casa não foi aplicada, e uma prorrogação foi disputada caso o placar agregado esteja empatado ao final da partida de volta. Caso o empate persista a disputa por pênaltis foi usada para determinar o vencedor.[8]

## Calendário
O calendário para o torneio é o seguinte:
|                  | Partidas de ida    | Partidas de volta       |
| ---------------- | ------------------ | ----------------------- |
| Oitavas de final | 19–21 de fevereiro | 26–28 de fevereiro      |
| Quartas de final | 5–7 de março       | 12–14 de março          |
| Semifinais       | 2–4 de abril       | 9–11 de abril           |
| Finais           | 23–25 de abril     | 30 de abril – 1 de maio |

## Chaveamento
|  | Oitavas de final     | Oitavas de final     | Oitavas de final | Oitavas de final |   |                    | Quartas de final | Quartas de final | Quartas de final | Quartas de final |  |             | Semifinais | Semifinais | Semifinais | Semifinais |           |   | Final | Final | Final | Final |
|  |                      |                      |                  |                  |   |                    |                  |                  |                  |                  |  |             |            |            |            |            |           |   |       |       |       |       |
|  | Alianza              | 0                    | 0                | 0                |   |                    |                  |                  |                  |                  |  |             |            |            |            |            |           |   |       |       |       |       |
|  | Monterrey            | 0                    | 1                | 1                |   |                    |                  |                  |                  |                  |  |             |            |            |            |            |           |   |       |       |       |       |
|  | Monterrey            | 0                    | 1                | 1                |   | Monterrey          | 3                | 0                | 3                |                  |  |             |            |            |            |            |           |   |       |       |       |       |
|  |                      |                      |                  |                  |   | Monterrey          | 3                | 0                | 3                |                  |  |             |            |            |            |            |           |   |       |       |       |       |
|  |                      | Atlanta United FC    | 0                | 1                | 1 |                    |                  |                  |                  |                  |  |             |            |            |            |            |           |   |       |       |       |       |
|  | Herediano            | Atlanta United FC    | 0                | 1                | 1 | 3                  | 0                | 3                |                  |                  |  |             |            |            |            |            |           |   |       |       |       |       |
|  | Herediano            |                      |                  |                  |   | 3                  | 0                | 3                |                  |                  |  |             |            |            |            |            |           |   |       |       |       |       |
|  | Atlanta United FC    | 1                    | 4                | 5                |   |                    |                  |                  |                  |                  |  |             |            |            |            |            |           |   |       |       |       |       |
|  | Atlanta United FC    | 1                    | 4                | 5                |   |                    |                  |                  |                  |                  |  | Monterrey   | 5          | 5          | 10         |            |           |   |       |       |       |       |
|  |                      |                      |                  |                  |   |                    |                  |                  |                  |                  |  | Monterrey   | 5          | 5          | 10         |            |           |   |       |       |       |       |
|  |                      | Sporting Kansas City | 0                | 2                | 2 |                    |                  |                  |                  |                  |  |             |            |            |            |            |           |   |       |       |       |       |
|  | Independiente        | Sporting Kansas City | 0                | 2                | 2 | 4                  | 1                | 5                |                  |                  |  |             |            |            |            |            |           |   |       |       |       |       |
|  | Independiente        |                      |                  |                  |   | 4                  | 1                | 5                |                  |                  |  |             |            |            |            |            |           |   |       |       |       |       |
|  | Toronto FC           | 0                    | 1                | 1                |   |                    |                  |                  |                  |                  |  |             |            |            |            |            |           |   |       |       |       |       |
|  | Toronto FC           | 0                    | 1                | 1                |   | Independiente      | 2                | 0                | 2                |                  |  |             |            |            |            |            |           |   |       |       |       |       |
|  |                      |                      |                  |                  |   | Independiente      | 2                | 0                | 2                |                  |  |             |            |            |            |            |           |   |       |       |       |       |
|  |                      | Sporting Kansas City | 1                | 3                | 4 |                    |                  |                  |                  |                  |  |             |            |            |            |            |           |   |       |       |       |       |
|  | Sporting Kansas City | Sporting Kansas City | 1                | 3                | 4 | 3                  | 2                | 5                |                  |                  |  |             |            |            |            |            |           |   |       |       |       |       |
|  | Sporting Kansas City |                      |                  |                  |   | 3                  | 2                | 5                |                  |                  |  |             |            |            |            |            |           |   |       |       |       |       |
|  | Toluca               | 0                    | 0                | 0                |   |                    |                  |                  |                  |                  |  |             |            |            |            |            |           |   |       |       |       |       |
|  | Toluca               | 0                    | 0                | 0                |   |                    |                  |                  |                  |                  |  |             |            |            |            |            | Monterrey | 1 | 1     | 2     |       |       |
|  |                      |                      |                  |                  |   |                    |                  |                  |                  |                  |  |             |            |            |            |            |           | 1 | 1     | 2     |       |       |
|  |                      | Tigres UANL          | 0                | 1                | 1 |                    |                  |                  |                  |                  |  |             |            |            |            |            |           |   |       |       |       |       |
|  | Guastatoya           | Tigres UANL          | 0                | 1                | 1 | 0                  | 1                | 1                |                  |                  |  |             |            |            |            |            |           |   |       |       |       |       |
|  | Guastatoya           |                      |                  |                  |   | 0                  | 1                | 1                |                  |                  |  |             |            |            |            |            |           |   |       |       |       |       |
|  | Houston Dynamo       | 1                    | 2                | 3                |   |                    |                  |                  |                  |                  |  |             |            |            |            |            |           |   |       |       |       |       |
|  | Houston Dynamo       | 1                    | 2                | 3                |   | Houston Dynamo     | 0                | 0                | 0                |                  |  |             |            |            |            |            |           |   |       |       |       |       |
|  |                      |                      |                  |                  |   | Houston Dynamo     | 0                | 0                | 0                |                  |  |             |            |            |            |            |           |   |       |       |       |       |
|  |                      | Tigres UANL          | 2                | 1                | 3 |                    |                  |                  |                  |                  |  |             |            |            |            |            |           |   |       |       |       |       |
|  | Saprissa             | Tigres UANL          | 2                | 1                | 3 | 1                  | 1                | 2                |                  |                  |  |             |            |            |            |            |           |   |       |       |       |       |
|  | Saprissa             |                      |                  |                  |   | 1                  | 1                | 2                |                  |                  |  |             |            |            |            |            |           |   |       |       |       |       |
|  | Tigres UANL          | 0                    | 5                | 5                |   |                    |                  |                  |                  |                  |  |             |            |            |            |            |           |   |       |       |       |       |
|  | Tigres UANL          | 0                    | 5                | 5                |   |                    |                  |                  |                  |                  |  | Tigres UANL | 3          | 2          | 5          |            |           |   |       |       |       |       |
|  |                      |                      |                  |                  |   |                    |                  |                  |                  |                  |  | Tigres UANL | 3          | 2          | 5          |            |           |   |       |       |       |       |
|  |                      | Santos Laguna        | 0                | 3                | 3 |                    |                  |                  |                  |                  |  |             |            |            |            |            |           |   |       |       |       |       |
|  | Atlético Pantoja     | Santos Laguna        | 0                | 3                | 3 | 0                  | 0                | 0                |                  |                  |  |             |            |            |            |            |           |   |       |       |       |       |
|  | Atlético Pantoja     |                      |                  |                  |   | 0                  | 0                | 0                |                  |                  |  |             |            |            |            |            |           |   |       |       |       |       |
|  | New York Red Bulls   | 2                    | 3                | 5                |   |                    |                  |                  |                  |                  |  |             |            |            |            |            |           |   |       |       |       |       |
|  | New York Red Bulls   | 2                    | 3                | 5                |   | New York Red Bulls | 0                | 2                | 2                |                  |  |             |            |            |            |            |           |   |       |       |       |       |
|  |                      |                      |                  |                  |   | New York Red Bulls | 0                | 2                | 2                |                  |  |             |            |            |            |            |           |   |       |       |       |       |
|  |                      | Santos Laguna        | 2                | 4                | 6 |                    |                  |                  |                  |                  |  |             |            |            |            |            |           |   |       |       |       |       |
|  | Marathón             | Santos Laguna        | 2                | 4                | 6 | 2                  | 0                | 2                |                  |                  |  |             |            |            |            |            |           |   |       |       |       |       |
|  | Marathón             |                      |                  |                  |   | 2                  | 0                | 2                |                  |                  |  |             |            |            |            |            |           |   |       |       |       |       |
|  | Santos Laguna        | 6                    | 5                | 11               |   |                    |                  |                  |                  |                  |  |             |            |            |            |            |           |   |       |       |       |       |

## Oitavas de final
| Equipe 1             | Total | Equipe 2           | 1.º jogo | 2.º jogo |
| -------------------- | ----- | ------------------ | -------- | -------- |
| Marathón             | 2–11  | Santos Laguna      | 2–6      | 0–5      |
| Atlético Pantoja     | 0–5   | New York Red Bulls | 0–2      | 0–3      |
| Saprissa             | 2–5   | Tigres UANL        | 1–0      | 1–5      |
| Guastatoya           | 1–3   | Houston Dynamo     | 0–1      | 1–2      |
| Sporting Kansas City | 5–0   | Toluca             | 3–0      | 2–0      |
| Independiente        | 5–1   | Toronto FC         | 4–0      | 1–1      |
| Herediano            | 3–5   | Atlanta United FC  | 3–1      | 0–4      |
| Alianza              | 0–1   | Monterrey          | 0–0      | 0–1      |

Todas as partidas seguem o fuso horário UTC−5.

### Partidas de ida
| 19 de fevereiro | Saprissa    | 1 – 0     | Tigres UANL | Estádio Ricardo Saprissa Aymá, San José |
| 20:00           | Venegas 73' | Relatório |             | Árbitro: USA Jair Marrufo               |

| 19 de fevereiro | Independiente                             | 4 – 0     | Toronto FC | Estádio Agustín Sánchez, La Chorrera |
| 20:00           | Ayarza 9' · Browne 48' · Romeesh 52', 78' | Relatório |            | Árbitro: SLV Iván Barton             |

| 19 de fevereiro | Guastatoya | 0 – 1     | Houston Dynamo | Estádio Doroteo Guamuch Flores, Cidade da Guatemala |
| 22:00           |            | Relatório | Beasley 84'    | Árbitro: SKN Kimbell Ward                           |

| 20 de fevereiro | Marathón                   | 2 – 6     | Santos Laguna                                             | Estádio Olímpico Metropolitano, San Pedro Sula |
| 20:00           | Ramírez 50' · Arboleda 74' | Relatório | Correa 20', 32', 38' · Dória 49' · Moreno 61' · Furch 68' | Árbitro: CUB Yadel Martínez                    |

| 20 de fevereiro | Atlético Pantoja | 0 – 2     | New York Red Bulls              | Estadio Olímpico Félix Sánchez, Santo Domingo |
| 20:00           |                  | Relatório | Innocent 39' (g.c.) · Royer 67' | Árbitro: SLV Ismael Cornejo                   |

| 20 de fevereiro | Alianza | 0 – 0     | Monterrey | Estádio Cuscatlán, San Salvador |
| 22:00           |         | Relatório |           | Árbitro: JAM Kevin Morrison     |

| 21 de fevereiro | Sporting Kansas City                 | 3 – 0     | Toluca | Children's Mercy Park, Kansas City |
| 20:00           | Németh 35' · Gerso 52' · Sánchez 72' | Relatório |        | Árbitro: CRC Henry Bejarano        |

| 21 de fevereiro | Herediano                              | 3 – 1     | Atlanta United FC | Estádio Eladio Rosabal Cordero, Heredia |
| 22:00           | Ortiz 8' · Azofeifa 34' · Granados 50' | Relatório | Gressel 41'       | Árbitro: MEX César Arturo Ramos         |

### Partidas de volta
| 26 de fevereiro | Houston Dynamo   | 2 – 1     | Guastatoya  | BBVA Compass Stadium, Houston |
| 20:00           | Manotas 77', 85' | Relatório | Navarro 72' | Árbitro: HON Said Martínez    |

Houston Dynamo venceu por 3–1 no placar agregado.
| 26 de fevereiro | Toronto FC   | 1 – 1     | Independiente | BMO Field, Toronto         |
| 20:00           | Hamilton 19' | Relatório | Browne 67'    | Árbitro: CRC Juan Calderón |

Independiente venceu por 5–1 no placar agregado.
| 26 de fevereiro | Tigres UANL                                                  | 5 – 1     | Saprissa   | Estádio Universitario, San Nicolás de los Garza |
| 22:00           | David 15' (g.c.) · Valencia 25' (pen), 27', 61' · Vargas 37' | Relatório | Torres 45' | Árbitro: SLV Joel Aguilar                       |

Tigres venceu por 5–2 no placar agregado.
| 27 de fevereiro | Santos Laguna                                                        | 5 – 0     | Marathón | Estádio Corona, Torreón   |
| 20:00           | Moreno 19' · Furch 23' · Rivas 31' · Aguirre 82' · de Buen 85' (pen) | Relatório |          | Árbitro: CAN Drew Fischer |

Santos Laguna venceu por 11–2 no placar agregado.
| 27 de fevereiro | New York Red Bulls                     | 3 – 0     | Atlético Pantoja | Red Bull Arena, Harrison |
| 20:00           | Davis 27' · Royer 32' (pen) · Ivan 75' | Relatório |                  | Árbitro: PAN John Pitti  |

New York Red Bulls venceu por 5–0 no placar agregado.
| 27 de fevereiro | Monterrey         | 1 – 0     | Alianza | Estádio BBVA Bancomer, Guadalupe |
| 22:00           | Sánchez 86' (pen) | Relatório |         | Árbitro: CAN David Gantar        |

Monterrey venceu por 1–0 no placar agregado.
| 28 de fevereiro | Atlanta United FC                            | 4 – 0     | Herediano | Fifth Third Bank Stadium, Kennesaw |
| 20:00           | J. Martínez 1', 63' · Gressel 9' · Pírez 83' | Relatório |           | Árbitro: JAM Oshane Nation         |

Atlanta United venceu por 5–3 no placar agregado.
| 28 de fevereiro | Toluca | 0 – 2     | Sporting Kansas City        | Estádio Nemesio Díez, Toluca |
| 22:00           |        | Relatório | Gerso 8' · Németh 62' (pen) | Árbitro: GUA Mario Escobar   |

Sporting Kansas City venceu por 5–0 no placar agregado.

## Quartas de final
| Equipe 1           | Total | Equipe 2             | 1.º jogo | 2.º jogo |
| ------------------ | ----- | -------------------- | -------- | -------- |
| New York Red Bulls | 2–6   | Santos Laguna        | 0–2      | 2–4      |
| Houston Dynamo     | 0–3   | Tigres UANL          | 0–2      | 0–1      |
| Independiente      | 2–4   | Sporting Kansas City | 2–1      | 0–3      |
| Monterrey          | 3–1   | Atlanta United FC    | 3–0      | 0–1      |

As partidas de ida seguem o fuso horário UTC−5 e as de volta seguem o fuso horário UTC−4.

### Partidas de ida
| 5 de março | New York Red Bulls | 0 – 2     | Santos Laguna          | Red Bull Arena, Harrison   |
| 20:00      |                    | Relatório | Valdés 42' · Furch 47' | Árbitro: HON Said Martínez |

| 5 de março | Houston Dynamo | 0 – 2     | Tigres UANL                    | BBVA Compass Stadium, Houston |
| 22:00      |                | Relatório | Valencia 78' · J. Quiñones 81' | Árbitro: SLV Iván Barton      |

| 6 de março | Independiente            | 2 – 1     | Sporting Kansas City | Estádio Agustín Sánchez, La Chorrera |
| 20:00      | Romeesh 39' · Corpas 59' | Relatório | Sánchez 51' (pen)    | Árbitro: MEX Fernando Guerrero       |

| 6 de março | Monterrey                                    | 3 – 0     | Atlanta United FC | Estádio BBVA Bancomer, Guadalupe |
| 22:00      | Sánchez 17' (pen) · Pabón 80' · Gallardo 84' | Relatório |                   | Árbitro: SLV Ismael Cornejo      |

### Partidas de volta
| 12 de março | Santos Laguna                             | 4 – 2     | New York Red Bulls      | Estádio Corona, Torreón |
| 21:00       | Abella 72' · Lozano 76', 81' · Valdés 79' | Relatório | Fernandez 4' · Royer 9' | Árbitro: PAN John Pitti |

Santos Laguna venceu por 6–2 no placar agregado.
| 12 de março | Tigres UANL | 1 – 0     | Houston Dynamo | Estádio Universitario, San Nicolás de los Garza |
| 23:00       | Salcedo 68' | Relatório |                | Árbitro: CUB Yadel Martínez                     |

Tigres venceu por 3–0 no placar agregado.
| 13 de março | Atlanta United FC | 1 – 0     | Monterrey | Mercedes-Benz Stadium, Atlanta |
| 20:00       | J. Martínez 78'   | Relatório |           | Árbitro: CRC Henry Bejarano    |

Monterrey venceu por 3–1 no placar agregado.
| 14 de março | Sporting Kansas City           | 3 – 0     | Independiente | Children's Mercy Park, Kansas City |
| 20:00       | Németh 74', 86' · Espinoza 81' | Relatório |               | Árbitro: SLV Joel Aguilar          |

Sporting Kansas City venceu por 4–2 no placar agregado.

## Semifinais
Os semifinalistas com melhor campanha nas fase anteriores (oitavas de final e quartas de final) jogaram a partida de volta em casa.
| Pos. | Equipe        | Pts | J | V | E | D | GP | GC | SG  |
| ---- | ------------- | --- | - | - | - | - | -- | -- | --- |
| 1    | Santos Laguna | 12  | 4 | 4 | 0 | 0 | 17 | 4  | +13 |
| 2    | Tigres UANL   | 9   | 4 | 3 | 0 | 1 | 8  | 2  | +6  |

| Pos. | Equipe               | Pts | J | V | E | D | GP | GC | SG |
| ---- | -------------------- | --- | - | - | - | - | -- | -- | -- |
| 1    | Sporting Kansas City | 9   | 4 | 3 | 0 | 1 | 9  | 2  | +7 |
| 2    | Monterrey            | 7   | 4 | 2 | 1 | 1 | 4  | 1  | +3 |

| Equipe 1    | Total | Equipe 2             | 1.º jogo | 2.º jogo |
| ----------- | ----- | -------------------- | -------- | -------- |
| Tigres UANL | 5–3   | Santos Laguna        | 3–0      | 2–3      |
| Monterrey   | 10–2  | Sporting Kansas City | 5–0      | 5–2      |

Todas as partidas seguem o fuso horário UTC−4.

### Partidas de ida
| 3 de abril | Tigres UANL                   | 3 – 0     | Santos Laguna | Estádio Universitario, San Nicolás de los Garza |
| 22:00      | Vargas 8' · Valencia 27', 37' | Relatório |               | Árbitro: USA Ismail Elfath                      |

| 4 de abril | Monterrey                                                      | 5 – 0     | Sporting Kansas City | Estádio BBVA Bancomer, Guadalupe |
| 22:00      | Pabón 8', 76' · Hurtado 14' · Gallardo 55' · Sánchez 70' (pen) | Relatório |                      | Árbitro: GUA Mario Escobar       |

### Partidas de volta
| 10 de abril | Santos Laguna               | 3 – 2     | Tigres UANL                    | Estádio Corona, Torreón  |
| 20:00       | Furch 41', 60' · Valdés 77' | Relatório | Valencia 11' · J. Quiñones 34' | Árbitro: MEX Marco Ortiz |

Tigres venceu por 5–3 no placar agregado.
| 11 de abril | Sporting Kansas City | 2 – 5     | Monterrey                                                     | Children's Mercy Park, Kansas City |
| 21:00       | Gerso 5', 29'        | Relatório | Funes Mori 20', 90+1' · Pizarro 39' · Layún 62' · Hurtado 82' | Árbitro: SLV Joel Aguilar          |

Monterrey venceu por 10–2 no placar agregado.

## Final
Na final, a equipe com melhor campanha nas fases anteriores (oitavas de final, quartas de final e semifinal) jogou a partida de volta em casa.
| Pos. | Equipe      | Pts | J | V | E | D | GP | GC | SG  |
| ---- | ----------- | --- | - | - | - | - | -- | -- | --- |
| 1    | Monterrey   | 13  | 6 | 4 | 1 | 1 | 14 | 3  | +11 |
| 2    | Tigres UANL | 12  | 6 | 4 | 0 | 2 | 13 | 5  | +8  |

| Equipe 1  | Total | Equipe 2    | 1.º jogo | 2.º jogo |
| --------- | ----- | ----------- | -------- | -------- |
| Monterrey | 2–1   | Tigres UANL | 1–0      | 1–1      |

Todas as partidas seguem o fuso horário UTC−4.

### Partida de ida
| 23 de abril | Tigres UANL | 0 – 1     | Monterrey   | Estádio Universitario, San Nicolás de los Garza |
| 22:00       |             | Relatório | Sánchez 43' | Árbitro: PAN John Pitti                         |

### Partida de volta
| 1 de maio | Monterrey         | 1 – 1     | Tigres UANL | Estádio BBVA Bancomer, Guadalupe |
| 22:00     | Sánchez 26' (pen) | Relatório | Gignac 85'  | Árbitro: USA Jair Marrufo        |

## Premiação
| Liga dos Campeões da CONCACAF de 2019 |
| México                                |
| ------------------------------------- |
| Monterrey Campeão (4.º título)        |